# Fabio Berardini
Fabio Berardini (Treviso, 10 luglio 1990) è un politico italiano, deputato nella XVIII legislatura.

## Biografia
Fabio Berardini nel 2015 si laurea in Giurisprudenza presso l'Università degli Studi di Teramo. Nel 2018 si abilita alla professione di Avvocato presso la Corte d'Appello dell'Aquila. A gennaio 2022 consegue il Master di II° livello in Diritto dell'energia e dell'ambiente presso l'Università degli Studi di Teramo.
È attualmente funzionario amministrativo nei ruoli del Ministero dell'Economia e delle Finanze.

## Attività politica
Il 25 maggio 2014 è stato candidato sindaco del comune di Teramo per il Movimento 5 Stelle. Con 2.784 voti pari ad una percentuale del 
8,26% viene eletto consigliere comunale di minoranza.
Dopo la caduta del Sindaco in carica, Maurizio Brucchi, avvenuta il 4 dicembre 2017, viene candidato con il Movimento 5 Stelle alle elezioni politiche del 4 marzo 2018 nel collegio plurinominale Abruzzo - 02 valido per il rinnovo della Camera dei Deputati.
Viene proclamato eletto Deputato della XVIII legislatura il 19 marzo 2018.
È membro della X° Commissione Attività Produttive, Commercio, Turismo dal 21 giugno 2018.
Il 5 febbraio 2019 è designato dal Presidente della Camera, Roberto Fico, componente della Commissione per l'accesso ai documenti amministrativi, istituita presso la Presidenza del Consiglio dei Ministri nel 1991 a seguito dell'entrata in vigore della legge 7 agosto 1990, n. 241 sul procedimento amministrativo.
Il 10 dicembre 2020 lascia il Movimento 5 Stelle dopo il voto sul MES insieme ad altri 3 deputati ed aderisce al Gruppo misto.
Il 13 gennaio 2021 aderisce alla componente del Misto Centro Democratico-Italiani in Europa.
Il 27 maggio seguente aderisce a Coraggio Italia, il nuovo partito fondato dal sindaco di Venezia Luigi Brugnaro insieme al presidente della Liguria Giovanni Toti e a numerosi parlamentari di diversa provenienza (M5S, Forza Italia, Cambiamo!-Popolo Protagonista, Lega e Centro Democratico). Berardini diventa delegato d'aula del gruppo alla Camera e dal 18 novembre è il responsabile del tesseramento del partito in Abruzzo nonché membro della direzione nazionale in qualità di consigliere del presidente Brugnaro.
Dal 7 luglio 2022 è capogruppo della componente parlamentare Coraggio Italia dopo la scissione di Marco Marin e Giovanni Toti.